# Jindo-Brücke
Die Jindo-Brücke (kor. 진도대교, Hanja 珍島大橋)  ist eine 1984 eröffnete Hängebrücke in Südkorea. Über die einzige Doppelschrägkabelbrücke Südkoreas verläuft die  Nationalstraße Nr. 18 von Nokjin, Gunnae-myeon, Jindo-gun nach Hakdong, Munnae-myeon, Haenam-gun. Sie verbindet die Insel Jindo mit dem Festland. Eine zweite Brücke mit einer Breite von 12,5 m wurde am 15. Dezember 2005 eröffnet, wodurch die heutige Zwillingsbrücke entstand.

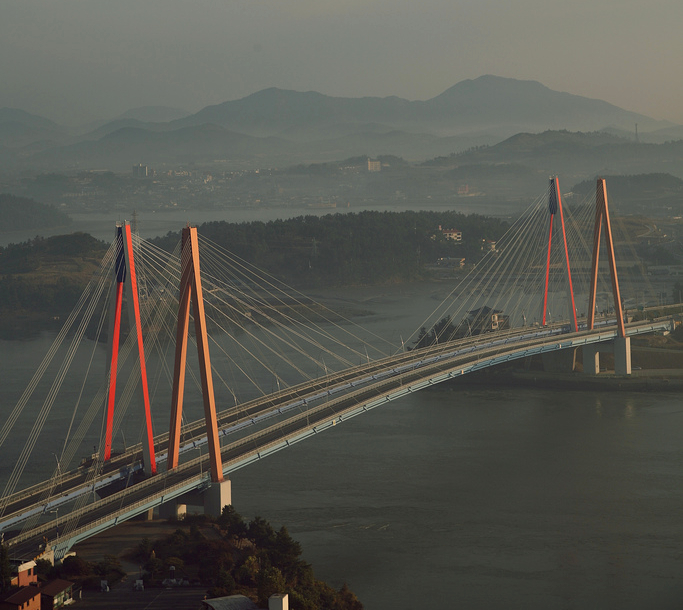
Jindo-Brücke am Tag
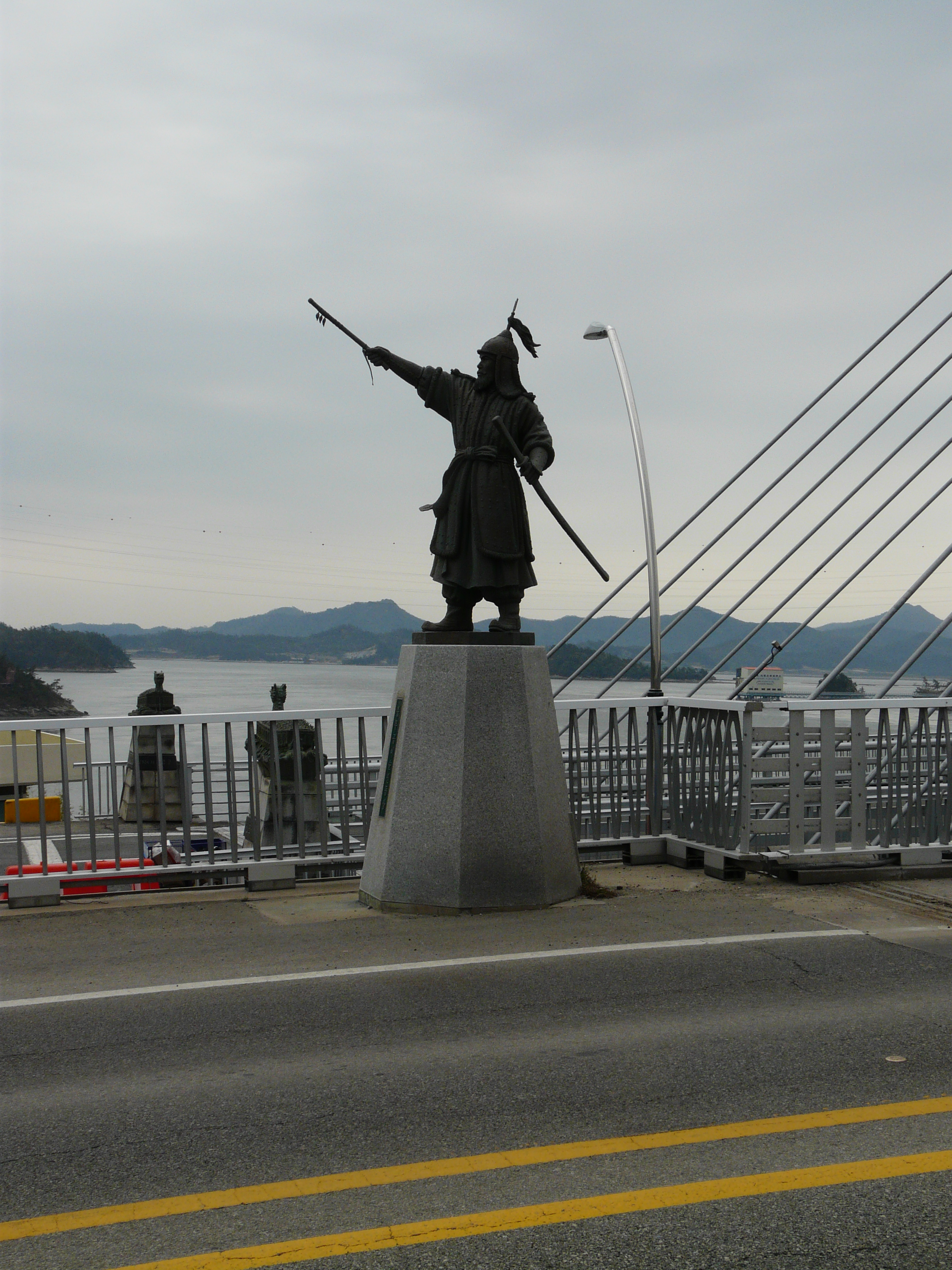
Bronzestatue des Admirals Yi Sun-sin auf der Brücke
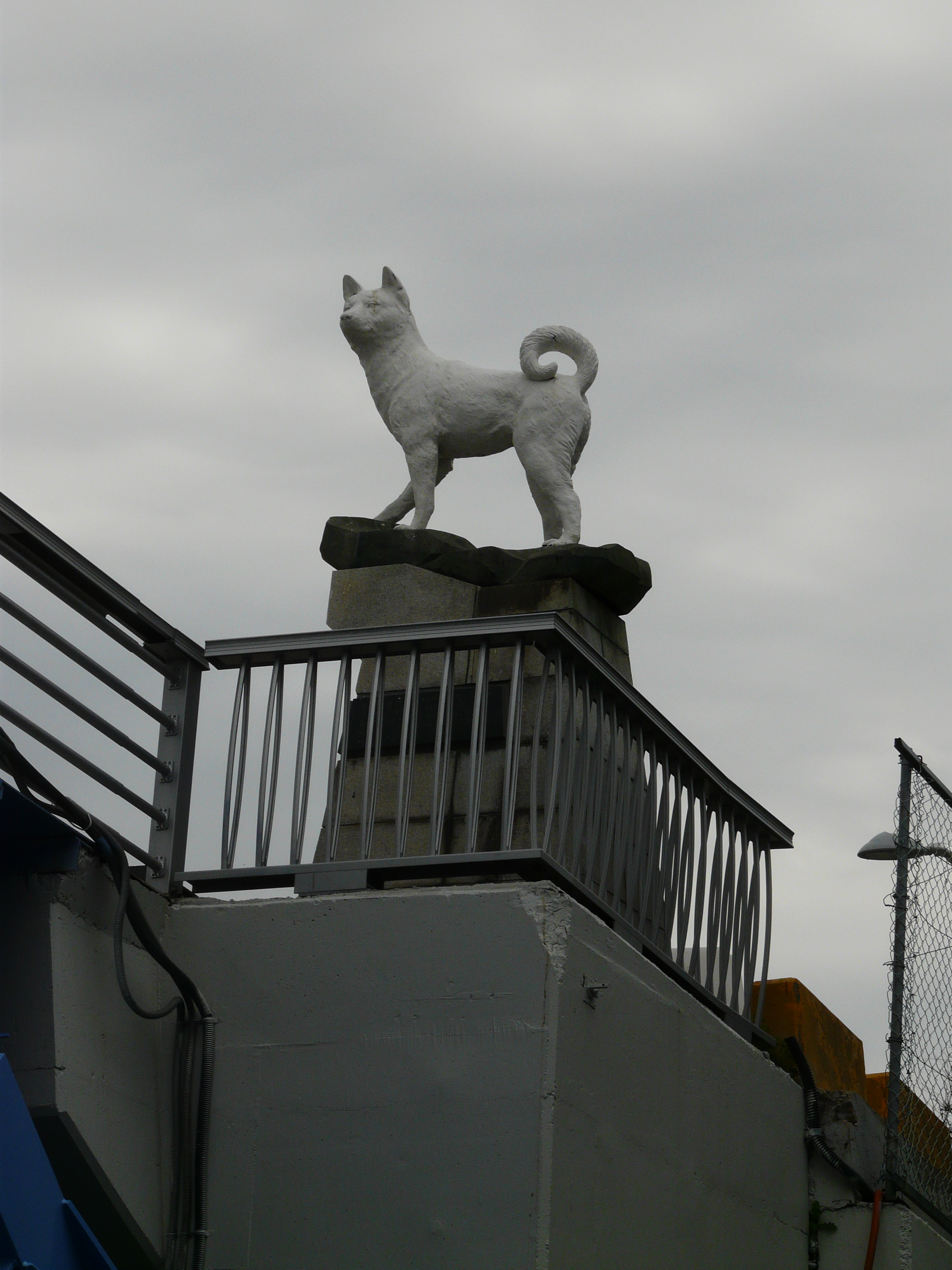
Korea-Jindo-Dog-Figur auf der Brücke